# Gekijōban Hibike! Euphonium: Todoketai Melody
Gekijōban Hibike! Euphonium: Todoketai Melody (jap. 劇場版 響け！ユーフォニアム ～届けたいメロディ～) – japoński film animowany z 2017 roku na podstawie serii powieści autorstwa Ayano Takedy. Film wyreżyserował Taichi Ogawa na podstawie scenariusza napisanego przez Jukkiego Hanadę, za produkcję odpowiadało studio Kyoto Animation, a za dystrybucję Shōchiku. Premiera w japońskich kinach odbyła się 30 września 2017.
W 2019 roku został wydany sequel zatytułowany Gekijōban Hibike! Euphonium: Chikai no Finale.

## Fabuła
W przeszłości młoda Asuka Tanaka otrzymuje eufonium od niejakiego Shindō. W teraźniejszości, po zwycięstwie w konkursie orkiestr dętych w Kansai, zespół Liceum Kitauji występuje podczas szkolnego festiwalu kulturalnego. Od tego czasu Kumiko Ōmae zaczyna dostrzegać fasadę kryjącą się za pozytywną osobowością Asuki. Po obozie treningowym przygotowującym do zawodów krajowych, Noboru Taki ogłasza nadchodzący koncert na otwartej przestrzeni na stacji kolejowej. Kumiko zastaje Asukę i jej matkę Akemi w pokoju nauczycielskim, gdzie ta druga zmusza pana Takiego do zaakceptowania rezygnacji Asuki z zespołu, aby pomóc jej skupić się na egzaminach wstępnych na studia. Plotki o odejściu Asuki z orkiestry docierają do jej kolegów z zespołu. Przewodnicząca zespołu Haruka Ogasawara mówi im, by okazali Asuce wsparcie.
W dniu koncertu na stacji, Asuka przybywa i dołącza do zespołu podczas wykonywania utworu „Takarajima”. Od tego czasu rzadko pojawia się na próbach. Po próbie zespołu pan Taki ogłasza, że Asuka może zostać zastąpiona przez inną eufonistkę Natsuki Nakagawę, jeśli nie będzie kontynuowała pracy z zespołem do końca tygodnia. Asuka zaprasza Kumiko do swojego domu, aby pomóc jej w nauce to egzaminów śródsemestralnych. Podczas pobytu Kumiko dowiaduje się, że Asuka jest córką Masakazu Shindō, słynnego eufonisty, który będzie sędzią na zawodach krajowych. Robiąc sobie przerwę w nauce, Asuka zaprasza Kumiko nad brzeg rzeki, aby wysłuchała utworu skomponowanego przez jej ojca. W szkole Kumiko podsłuchuje decyzję Asuki o skupieniu się na egzaminach wstępnych. Błaga Asukę o ponowne rozważenie decyzji, aby nie żałowała jej w przyszłości, ale Asuka już planuje kontynuować grę w zespole, wykorzystując zdany egzamin próbny jako argument, żeby przekonać swoją matkę.
W dniu zawodów krajowych zespół koncertowy Liceum Kitauji wykonuje utwór „Mikazuki no mai”. Zespołowi nie udaje się wygrać konkursu po otrzymaniu brązowego medalu. Pan Taki przekazuje Asuce wiadomość od swojego ojca, w której komplementuje jej występ. Po ukończeniu szkoły przez trzecioklasistów, Kumiko spotyka się z Asuką po raz ostatni i otrzymuje od niej notatnik ojca, z którego dowiaduje się, że utwór, który usłyszała nad brzegiem rzeki, nosi tytuł „Hibike! Euphonium”.

## Obsada
| Postać             | Seiyū             |
| ------------------ | ----------------- |
| Kumiko Ōmae        | Tomoyo Kurosawa   |
| Hazuki Katō        | Ayaka Asai        |
| Sapphire Kawashima | Moe Toyota        |
| Reina Kōsaka       | Chika Anzai       |
| Asuka Tanaka       | Minako Kotobuki   |
| Haruka Ogasawara   | Saori Hayami      |
| Kaori Nakaseko     | Minori Chihara    |
| Aoi Saitō          | Yōko Hikasa       |
| Shūichi Tsukamoto  | Haruki Ishiya     |
| Natsuki Nakagawa   | Konomi Fujimura   |
| Yūko Yoshikawa     | Yuri Yamaoka      |
| Mizore Yoroizuka   | Atsumi Tanezaki   |
| Nozomi Kasaki      | Nao Tōyama        |
| Takuya Gotō        | Kenjirō Tsuda     |
| Riko Nagase        | Miyuki Kobori     |
| Mamiko Ōmae        | Manami Numakura   |
| Kentarō Ōmae       | Hiroshi Naka      |
| Akiko Ōmae         | Haruhi Nanao      |
| Wiceprzewodniczący | Taisuke Nishimura |
| Akemi Tanaka       | Kumiko Watanabe   |
| Michie Matsumoto   | Aya Hisakawa      |
| Masahiro Hashimoto | Yūichi Nakamura   |
| Satomi Nīyama      | Hōko Kuwashima    |
| Noboru Taki        | Takahiro Sakurai  |

## Produkcja
Kyoto Animation ogłosiło powstanie drugiego filmu anime z serii Hibike! Euphonium w marcu 2017. Produkcja jest streszczeniem drugiego sezonu serialu anime, podobnie jak wcześniejszy film Gekijōban Hibike! Euphonium: Kitauji kōkō suisōgaku-bu e yōkoso podsumowujący sezon pierwszy. W czerwcu 2017 ujawniono podtytuł filmu Todoketai Melody (jap. 届けたいメロディ Todoketai merodi). W tym samym miesiącu ogłoszono, że Tatsuya Ishihara i Taichi Ogawa będą odpowiednio głównym reżyserem i reżyserem filmu. Był to debiut reżyserski Ogawy po wcześniejszej pracy ze scenorysami odcinków „Kakedasu Monaka” z pierwszego sezonu i „Mezameru oboe” z drugiego sezonu serialu anime. Mimo że na początku produkcji projekt został zaklasyfikowany jako film kompilacyjny, Ogawa zamierzał nakręcić go jako samodzielny film, aby „wyrazić znaczenie mojej pracy lub mojego stylu reżyserskiego” i uniknąć robienia z niego „filmu podsumowującego, wypełnionego po prostu dobrymi scenami”. Skupił fabułę filmu na postaciach Kumiko Ōmae i Asuki Tanaki, ponieważ przedstawienie również historii Mizore Yoroizuki i Nozomi Kasaki oraz Kumiko i jej starszej siostry Mamiko z drugiego sezonu „miałoby objętość dwóch filmów”, a także słyszał, że Kyoto Animation planuje wydać film o Mizore i Nozomi.
W czerwcu 2017 roku ujawniono resztę ekipy produkcyjnej, w tym Jukkiego Hanadę jako scenarzystę, Shoko Ikedę jako projektantkę postaci, Mutsuo Shinoharę jako dyrektora artystycznego i Kazuyę Takao jako reżysera obrazu. Na potrzeby filmu kwestie głosowe z drugiego sezonu zostały nagrane ponownie.

## Ścieżka dźwiękowa
W czerwcu 2017 podano do wiadomości, że muzykę do filmu skomponuje Akito Matsuda. Matsuda zaaranżowała motyw otwierający drugi sezon anime, zatytułowany teraz „Soundscape (True & Wind Orchestra Ver.)”, który został wykorzystany jako piosenka przewodnia filmu. Oryginalna ścieżka dźwiękowa filmu, z podtytułem The Only Melody, została wydana w Japonii 27 września 2017 i cyfrowo 4 kwietnia 2022.
| Lista utworów | Lista utworów                                                                              | Lista utworów |
| Nr            | Tytuł utworu                                                                               | Długość       |
| ------------- | ------------------------------------------------------------------------------------------ | ------------- |
| 1.            | „Soundscape ~Loving Nostalgia Ver.~ (サウンドスケープ～Loving nostalgia Ver.～)”           | 6:33          |
| 2.            | „Osanaki genten (幼き原点)”                                                                | 0:46          |
| 3.            | „Ima to iu jikan (今という時間)”                                                           | 1:43          |
| 4.            | „Kakusa rete iru kanjō (隠されている感情)”                                                 | 1:41          |
| 5.            | „Kokoro ni hikkakaru mono (心に引っかかるもの)”                                            | 1:34          |
| 6.            | „Gasshuku kaishi (合宿開始)”                                                               | 0:37          |
| 7.            | „Nōnai o meguru (脳内をめぐる)”                                                            | 0:50          |
| 8.            | „Genzaika shita kiki (顕在化した危機)”                                                     | 2:36          |
| 9.            | „Muke rareta ōku no fuan (向けられた多くの不安)”                                           | 2:01          |
| 10.           | „Kakusei suru nakama-tachi (覚醒する仲間たち)”                                             | 2:03          |
| 11.           | „Yogiru kao (よぎる顔)”                                                                    | 0:37          |
| 12.           | „Kamiawanai haguruma (噛み合わない歯車)”                                                   | 0:52          |
| 13.           | „Fui kirenai amagumo (拭いきれない雨雲)”                                                   | 1:32          |
| 14.           | „Hajimari no kioku (始まりの記憶)”                                                         | 0:37          |
| 15.           | „Katara reru jijō (語られる事情)”                                                          | 3:58          |
| 16.           | „Naranda onaji gakki (並んだ同じ楽器)”                                                     | 1:22          |
| 17.           | „Arainagashitai shikō (洗い流したい思考)”                                                  | 1:19          |
| 18.           | „Ushinatte shiru sonzai-kan (失って知る存在感)”                                            | 1:15          |
| 19.           | „Mukiau ketsui (向き合う決意)”                                                             | 1:09          |
| 20.           | „Taiji suru futari no sōsha (対峙する二人の奏者)”                                          | 2:15          |
| 21.           | „Omoi ga tsūjita shunkan (想いが通じた瞬間)”                                               | 2:15          |
| 22.           | „Futatabi naranda futatsu no gakki (再び並んだ二つの楽器)”                                 | 1:35          |
| 23.           | „Kobu sa reta ōku no kokoro (鼓舞された多くの心)”                                          | 1:55          |
| 24.           | „Ima no jitsuryoku to ima no hyōka (今の実力と今の評価)”                                   | 1:43          |
| 25.           | „Torimodoshita genten (取り戻した原点)”                                                    | 0:56          |
| 26.           | „Chikadzuku wakare no toki (近づく別れの時)”                                               | 1:35          |
| 27.           | „Hajimari to owari (始まりと終わり)”                                                       | 4:24          |
| 28.           | „Soundscape (True & Wind Orchestra Ver.) (サウンドスケープ（TRUE & Wind Orchestra Ver.）)” | 5:25          |
|               |                                                                                            | 55:08         |

## Wydanie
Film został wydany w Japonii 30 września 2017. Premiera w Ameryce Północnej odbyła się w listopadzie 2018 podczas konwentu Anime NYC . W następstwie pożaru w studiu Kyoto Animation, Shōchiku zorganizowało specjalny pokaz filmów wyprodukowanych przez studio „aby stworzyć ludziom możliwość obejrzenia... dzieł... Kyoto Animation na dużym ekranie”; film był wyświetlany w Shinjuku Piccadilly Cinema w Tokio 2 września 2019 oraz w Movix w Kioto 1 listopada.
Film został wydany na Blu-ray i DVD w Japonii 7 marca 2018. Został również udostępniony na Hulu Japan 6 lutego 2022, na DMM TV 15 marca 2023 oraz na japońskim Amazon Prime Video 22 kwietnia.

## Odbiór
Reżyser Makoto Shinkai pochwalił film, stwierdzając, że „scenariusz, obraz, dźwięk, kolor, kompozycja, aktorstwo głosowe i wszystko inne było cudownie wspaniałe”. Pomimo tego, że produkcja była kompilacją drugiego sezonu serialu anime, Shinkai był zaskoczony, że podczas oglądania nie zauważył, że jest to ponowny montaż serialu telewizyjnego, i uznał, że jest to „wspaniały, niezależny film o dojrzewaniu”. Produkcja była rekomendowana przez jury na Japan Media Arts Festival w 2018 roku.